# 福山公園
福山公園，位於全國人口最多的高雄市左營區福山里，占地1.27公頃，位於高雄榮民總醫院及高鐵左營站附近，於2021年初完成改造重新啟用。

## 沿革
2018年11月1日，因當時福山公園已設立多年，內部設施已老舊，部份公園所在地的福山里里民向「還我特色公園行動聯盟」及高雄市議員候選人張豐藤提交連署書要求協助改建。高雄市政府於2019年舉辦3場公民參與說明會，收集居民及意見並納入設計中，於2020年6月8日開工進行改造，並於2021年2月完工重新開放附近居民使用。

## 場地資訊
福山公園占地1.27公頃，位在高雄榮總附近。2021年完成改造後，設置有高低平台遊戲場、彩繪塗鴉牆、四人座親子蹺蹺板、沙坑、山訓區等適合2~12歲孩童遊玩的設施。

## 交通設施

### 公共自行車
- 高雄市公共自行車租賃系統：
  - 福山公園(榮佑路側)：榮佑路47號(對側人行道)